# Guido Altarelli
Guido Altarelli (Roma, 12 luglio 1941 – Ginevra, 30 settembre 2015) è stato un fisico italiano.

## Carriera
Guido Altarelli si è laureato nel 1963 all'Università degli Studi di Roma "La Sapienza". Ha introdotto in cromodinamica quantistica, insieme a Giorgio Parisi, le cosiddette equazioni DGLAP che forniscono le correzioni di ordine superiore alla libertà asintotica.

## Riconoscimenti
Nel 2011 ha ricevuto il Julius Wess Award
Nel 2012 vinse il Premio J. J. Sakurai per la fisica teorica delle particelle insieme a Torbjörn Sjöstrand e Bryan Webber con la motivazione:
«Per idee chiave che hanno portato alla conferma del Modello Standard della fisica delle particelle, permettendo agli esperimenti di alta energia di estrarre precise informazioni sulla cromodinamica quantistica, le interazioni elettrodeboli e possibile nuova fisica.»
Gli è stato intitolato un premio: il Guido Altarelli Award, assegnato per la prima volta nel 2016.